# Cyclolabus frivolus
Cyclolabus frivolus är en stekelart som först beskrevs av Cresson 1868.  Cyclolabus frivolus ingår i släktet Cyclolabus och familjen brokparasitsteklar. Inga underarter finns listade i Catalogue of Life.